# IC 4327
IC 4327 — галактика типу SBc () у сузір'ї Центавр.
Цей об'єкт міститься в оригінальній редакції індексного каталогу.